# Batī
Batī är en ort i Etiopien.   Den ligger i regionen Amhara, i den centrala delen av landet, 280 km nordost om huvudstaden Addis Abeba. Batī ligger 1 662 meter över havet och antalet invånare är 19 260.

## Beskrivning
Terrängen runt Batī är kuperad. Området kring Batī är relativt tätbefolkat, med 139 invånare per kvadratkilometer. Det finns inga andra samhällen i närheten. Trakten runt Batī består till största delen av jordbruksmark.
Bati är känt för dess marknad, som ligger mellan de etiopiska höglanden och Great Rift Valley. Enligt Philip Briggs är marknaden en viktig kulturell mötesplats för folkgrupperna Amhara, Oromo och det semi-nomadiska ökenlevande Afarfolket. Bati har hållit Etiopiens största nötkreatur- och kamelmarknad, vilken lockat upp till 20 000 människor varje måndag.

## Historik
Före den italienska invasionen hade det mesta av en 100 kilometer lång väg mellan Bati och Dessie färdigställts. Bati fick telefoni år 1956. Då fick staden två telefoner, en för polisen och en för kronprinsens residens. Staden hade posttjänster långt innan detta.
Det tidigaste omnämnandet av staden är från 1930-talet, men Paul B. Henze trodde att marknaden borde ha funnits i staden i minst 200 eller 300 år. Han hittade inga spår av tidiga resenärer till Bati, som kan ha haft ett annat namn tidigare. Staden hade ett flyktingläger för dem som drabbats av hungersnöden år 1984-1985. Flyktinglägret stängdes i slutet av 1986.